# Джекобс, Джейн
Джейн Джекобс (англ. Jane Jacobs; урождённая Джейн Буцнер, англ. Jane Butzner; 4 мая 1916 года, Скрантон, США — 25 апреля 2006 года, Торонто, Канада) — канадско-американская писательница, активистка, теоретик городского планирования и одна из основоположниц движения нового урбанизма. Известна как автор книги «Смерть и жизнь больших американских городов» (1961).
Скончалась в 2006 году в возрасте 89 лет.

## Ранняя жизнь
Родилась в Скрантоне, штат Пенсильвания, мать — Бесс Робисон Буцнер, бывшая учительница и медсестра, а отец — Джон Декер Бутцнер, работал врачом. Они были протестантской семьей в сильно католическом городе. Её младший брат — Джон Декер Буцнер служил судьёй в Апелляционном суде Соединенных Штатов по четвёртому округу. После окончания «Scranton High School» она работала в течение года в качестве помощника-волонтёра редактора колонки для девушек в журнале «Scranton Tribune».

### Нью-Йорк
В 1935 году во время Великой депрессии она переехала в Нью-Йорк со своей сестрой Бетти. Джейн Буцнер сразу же полюбила Гринвич-Виллидж в Манхэттене, которая не соответствовала сеточной структуре города. Сестры вскоре переехали туда из Бруклина.
В первые года жизни там Джекобс работала стенографистом и писателем-фрилансером, она писала о рабочих районах города. Этот опыт, как она позже сказала, «дал мне больше представления о том, что происходит в городе и на что похож бизнес, на что похожа работа». Её первая работа была для торгового журнала в качестве секретаря, затем редактора. Она продала свои статьи журналам «Sunday Herald Tribune», «Cue» и «Vogue».
Она получала образование в «Колумбийской школе общих исследований» (англ. Columbia University School of General Studies) при Колумбийском университете в течение двух лет, обучаясь на курсах по геологии, зоологии, юриспруденции, политологии и экономике.

## Книги

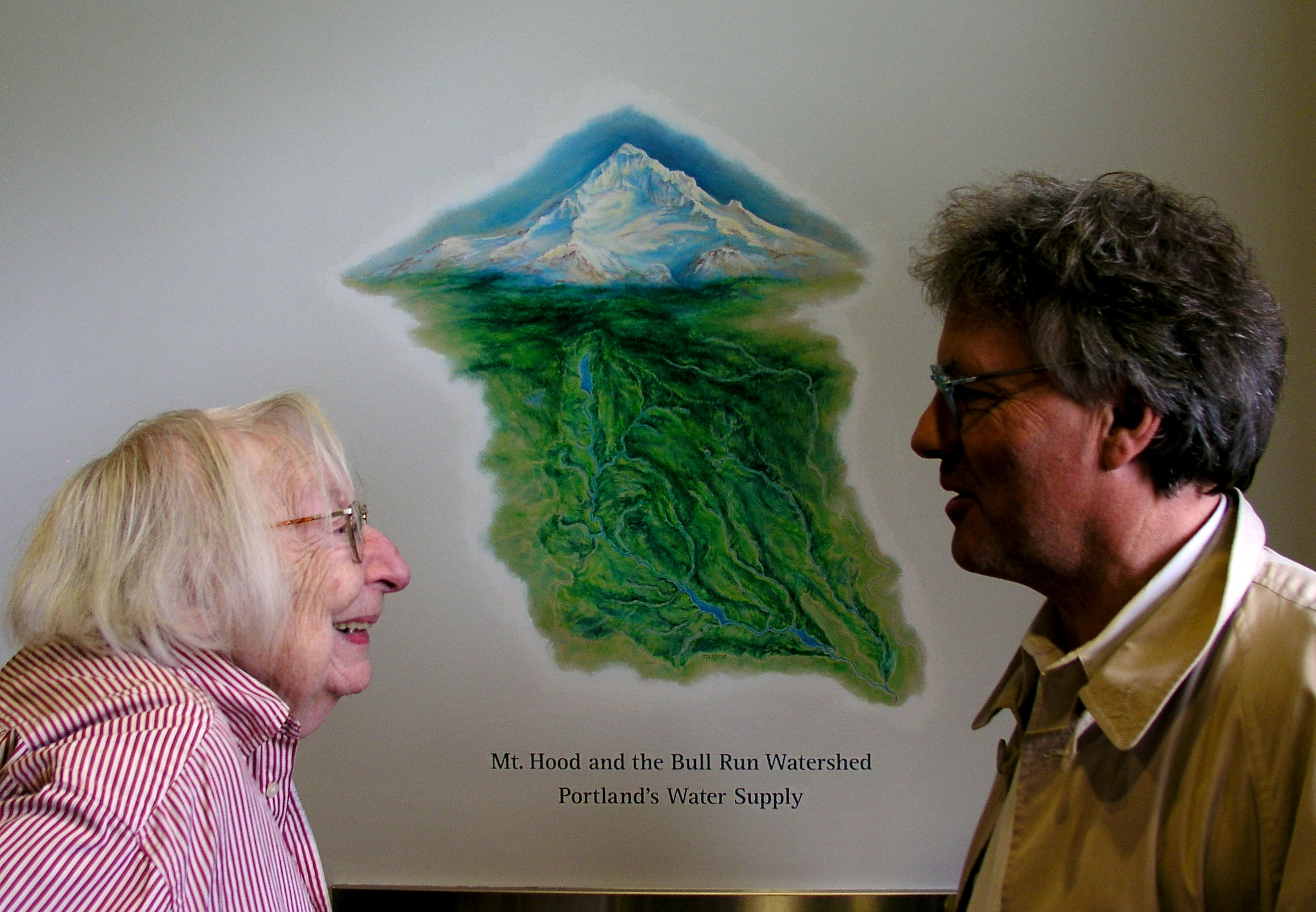
Джейн Джекобс и Спенсер Биб

### Экономика городов
В этой книге Джекобс описывает основные принципы экономического функционирования городов и вводит принцип городского импортозамещения. Джекобс утверждает, что именно города со времён неолита были движущей силой в научно-техническом развитии человечества, и что в городе, а не в деревне впервые могли сложиться предпосылки для начала одомашнивания животных и злаковых растений.